# Hominis tota vita nihil aliud, quam ad mortem iter est
 Hominis tota vita nihil aliud, quam ad mortem iter est лат. (изговор:хоминис тота вита нихил алијуд, квам ад мортем итер ест). Цео човеков живот није ништа друго до пут ка смрти. (Сенека)

## Поријекло изреке
Изрекао у смјени старе у нову еру Римски књижевник, главни представник модерног, „новог стила“ у вријеме Неронове владавине.

## Значење
Све што подразумијевали  под животом, лијепо и ружно, успјех и неуспјех, љубав и мржњу, у ствари је на само једном и једином путу. То је извјесност пута ка смрти. Све што се роди мора и да умре.(Вјероватно најдемократскија ствар. На овом путу, једино и никада, нема привилегованих. Смрт је аргумент,  крунски доказ живота)